# João X de Antioquia
João X de Antioquia (em árabe: يوحنا العاشر يازجي) (Lataquia, 1 de janeiro de 1955) é um religioso sírio, atual Patriarca Grego-Ortodoxo de Antioquia.

## Biografia
Youhanna Yazigi nasceu em 1955 em Lataquia, Síria. Graduou-se na Universidade de Tishreen licenciado em Engenharia Civil. Posteriormente, se licenciou em Teologia em 1978 no Instituto de Teologia São João Damasceno da Universidade de Balamand. Por último, em 1983, fortmou-se na Faculdade de Teologia da Universidade Aristóteles de Salônica. Também tem licenciatura em música bizantina no Conservatório de Música Bizantina de Salônica.
Foi ordenado diácono em 1979 e sacerdote em 1983. Em 24 de janeiro de 1995 foi consagrado como bispo vigário de Al-Hosn. Depois de sua consagração, o bispo João de imediato começou a trabalhar para reativar o mosteiro patriarcal de São Jorge em Al-Humayrah, servindo como abade do mosteiro de 1995 a 2002. Através de seus esforços, o mosteiro transformou-se num centro de vida espiritual e pública da região.
Desde 1981 até 2008 foi instrutor da liturgia no Seminário Balamand. Desde 1989 até 1992, e novamente desde 2001 até 2005, foi também o reitor do seminário. Durante seu segundo período como reitor, foi também o abade do mosteiro de Balamand. Em 17 de junho de 2008 foi eleito bispo metropolitano de Europa ocidental e central. Em 2010 o título foi trocado para Metropolitano da Europa.
Em 17 de dezembro de 2012, depois da morte do patriarca anterior, João foi eleito como o novo Patriarca de Antioquia. O novo patriarca chegou a Damasco em 20 de dezembro de 2012 para as orações na Catedral Mariamita de Damasco, e em 23 foi celebrada a solene Divina Liturgia de instalação e ação de graças. Em seu sermão, o patriarca João X destacou seu rechaço a toda interferência ocidental na insurgência armada na Síria e seu conflito civil, assim como sua intenção de promover a coexistência pacífica com os muçulmanos e outros sírios.
João é irmão de Boulos Yazigi, Metropolita de Alepo conhecido mundialmente por ter sido raptado por rebeldes sírios em 2013.